# Hypericum perfoliatum
Hypericum perfoliatum är en johannesörtsväxtart som beskrevs av Carl von Linné. Hypericum perfoliatum ingår i släktet johannesörter, och familjen johannesörtsväxter. Inga underarter finns listade i Catalogue of Life.